# التعديل الحادي عشر على دستور الولايات المتحدة
التعديل الحادي عشر على دستور الولايات المتحدة الأمريكية هو تعديل على الدستور الأمريكي أقره الكونغرس في 4 مارس 1794 وصادقت عليه الولايات الأمريكية في 7 فبراير 1795. يحد التعديل الحادي عشر من قدرة الأفراد على رفع دعوى قضائية ضد الولايات في المحكمة الفيدرالية.
اعتُمد التعديل الحادي عشر لنقض قرار المحكمة العليا في قضية تشيشولم ضد جورجيا (1793). إذ قضت المحكمة العليا في تلك القضية أن الولايات لا تتمتع بالحصانة السيادية ضد الدعاوى القضائية المرفوعة من قبل مواطنين من ولايات أخرى في المحاكم الفيدرالية. بينما نص التعديل الحادي عشر على أن المحاكم الفيدرالية لا تملك سلطة الاستماع إلى القضايا المرفوعة من قبل أطراف خاصة ضد ولاية ليسوا من مواطنيها، حكمت المحكمة العليا بأن التعديل ينطبق على جميع الدعاوى الفيدرالية ضد الولايات المرفوعة من قبل أطراف خاصة. قضت المحكمة العليا أيضًا أنه يمكن للكونغرس إلغاء الحصانة السيادية للدولة عند استخدام سلطته بموجب القسم 5 من التعديل الرابع عشر وأن بند الإفلاس نفسه يلغي الحصانة السيادية للولاية في قضايا الإفلاس. كما قضت المحكمة العليا أنه يمكن للمحاكم الفيدرالية أن تمنع مسؤولي الولاية من انتهاك القانون الفيدرالي.

## النص
لا يجوز تفسير السلطة القضائية للولايات المتحدة على أنها تمتد لتشمل أي دعوى في القانون أو المساواة، بدأت أو جرت مقاضاتها ضد إحدى الولايات المتحدة من قبل مواطنين من ولاية أخرى، أو من قبل مواطنين أو رعايا أي دولة أجنبية.

## خلفية
كان التعديل الحادي عشر هو أول تعديل دستوري اعتُمده بعد وثيقة الحقوق. اعتُمد التعديل في أعقاب حكم المحكمة العليا في قضية تشيشولم ضد جورجيا (1793). في قضية تشيشولم، قضت المحكمة بأن للمحاكم الفيدرالية سلطة الاستماع إلى القضايا في القانون والمساواة التي يرفعها مواطنون عاديون ضد الولايات وأن الولايات لا تتمتع بالحصانة السيادية من الدعاوى المرفوعة من قبل مواطني الولايات الأخرى في محكمة فيدرالية. وهكذا، أوضح التعديل المادة الثالثة، القسم 2 من الدستور، والتي تمنح الاختصاص القضائي المتنوع للسلطة القضائية للنظر في القضايا بين ولاية ومواطني ولاية أخرى.

## الاقتراح والتصديق
اقتُرح التعديل الحادي عشر من قبل الكونجرس الثالث في 4 مارس 1794، عندما وافق عليه مجلس النواب بتصويت 81-9، بعد أن أقره مجلس الشيوخ مسبقًا، 23-2، في 14 يناير 1794. صودق على التعديل من قبل المجالس التشريعية للولايات في الولايات التالية:
1. نيويورك: 27 مارس 1794.
2. رود آيلاند: 31 مارس 1794
3. كونيتيكيت: 8 مايو 1794.
4. نيو هامبشاير: 16 يونيو 1794.
5. ماساتشيوسيس: 26 يونيو 1794.
6. فيرمونت: 9 نوفمبر 1794.
7. فيرجينيا: 18 نوفمبر 1794.
8. جورجيا: 29 نوفمبر 1794.
9. كنتاكي: 7 ديسمبر 1794.
10. ماريلاند: 26 ديسمبر 1794.
11. ديلاوير: 23 يناير 1795.
12. كارولينا الشمالية: 7 فبراير 1795.

كانت هناك خمس عشرة ولاية في ذلك الوقت؛ عند تصديق اثنتي عشرة ولاية أضيف التعديل الحادي عشر للدستور. (صدقت عليه كارولينا الجنوبية في 4 ديسمبر 1797).
في 8 يناير 1798، بعد حوالي ثلاث سنوات من التبني الفعلي للتعديل الحادي عشر، صرح الرئيس جون آدامز في رسالة إلى الكونغرس أن التعديل قد صودق عليه من قبل العدد اللازم من الولايات وأصبح الآن جزءًا من الدستور. لم تتخذ نيوجيرسي وبنسلفانيا أي إجراء بشأن التعديل خلال تلك الحقبة؛ ولم تفعل ذلك ولاية تينيسي، التي أصبحت ولاية في 16 يونيو 1796. ومع ذلك، في 25 يونيو 2018، تبنى مجلس شيوخ نيو جيرسي القرار المتزامن رقم 75 لمجلس الشيوخ للتصديق رمزيًا على التعديل الحادي عشر.

## التأثير

### الأثر الرجعي
في قضية هولينجسورث ضد فيرجينيا (1798)، رأت المحكمة العليا أنه يجب رفض كل دعوى معلقة رُفعت بموجب قضية تشيشولم بسبب اعتماد التعديل.

### الحصانة السيادية
لا يذكر نص التعديل الدعاوى المرفوعة ضد ولاية من قبل مواطنيها. ومع ذلك، في قضية هانز ضد لويزيانا، (1890)، قضت المحكمة العليا بأن التعديل يعكس مبدأ أوسع للحصانة السيادية. كما صرح القاضي أنتوني كينيدي لاحقًا في أدلن ضد ماين (1999):
«لا تنبثق الحصانة السيادية من التعديل الحادي عشر ولكن من هيكل الدستور الأصلي نفسه... ولا يمكننا أن نستنتج أن صلاحيات المادة الأولى المحددة المفوضة للكونغرس تشمل بالضرورة، بموجب الشرط الضروري والصحيح أو غير ذلك، السلطة العرضية لإخضاع الولايات لدعاوى خاصة كوسيلة لتحقيق الأهداف بخلاف ذلك ضمن النطاق من السلطات المتعددة».
ومع ذلك، قال القاضي ديفيد سوتر، الذي كتب لمعارضة من أربعة قضاة في قضية ألدن، إن الولايات تخلت عن حصانتها السيادية عندما صادقت على الدستور. قرأ نص التعديل على أنه يعكس شكلًا ضيقًا من الحصانة السيادية التي حدت فقط من الاختصاص القضائي المتنوع للمحاكم الفيدرالية. وخلص إلى أنه لا التعديل الحادي عشر على وجه الخصوص ولا الدستور بشكل عام يعزل الولايات عن الدعاوى التي يرفعها الأفراد.
في قضية إمارة موناكو ضد ميسيسيبي (1934)، قضت المحكمة العليا بأن حصانة التعديل تحمي أيضًا الولايات من الدعاوى القضائية التي ترفعها الدول الأجنبية في المحاكم الفيدرالية.

### التطبيق على القانون الفيدرالي
على الرغم من أن التعديل الحادي عشر يمنح حصانة للولايات من دعوى تعويضات مالية أو تعويض عادل دون موافقتها، في قضية إكس بارتي يونغ (1908)، قضت المحكمة العليا بأنه يجوز للمحاكم الفيدرالية أن تمنع مسؤولي الولاية من انتهاك القانون الفيدرالي. في قضية فيتزباتريك ضد بيتزر (1976)، قضت المحكمة العليا بأنه يجوز للكونغرس إلغاء حصانة الدولة من الدعوى بموجب القسم 5 من التعديل الرابع عشر. في قضية كلية سنترال فيرجينيا المجتمعية ضد كاتز (2006)، قضت المحكمة بأن المادة الأولى، القسم 8، البند 4 من الدستور ألغت حصانة الولاية في قضايا الإفلاس. في قضية لابيدس ضد مجلس حكام نظام جامعة جورجيا (2002)، قضت المحكمة العليا أنه عندما تستدعي ولاية اختصاص إزالة محكمة فيدرالية، فإنها تتنازل عن التعديل الحادي عشر في القضية المحذوفة.

### التطبيق في المناطق
قضت محكمة استئناف الولايات المتحدة للدائرة الأولى بأن بورتوريكو تتمتع بحصانة التعديل الحادي عشر.
لا تتمتع أراضي ساموا الأمريكية وغوام وجزر ماريانا الشمالية وجزر فيرجن بالحصانة الممنوحة من قبل التعديل الحادي عشر.